# سوق الخرداجية
سوق الخرداجية واحد من أقدم أسواق مدينة صفاقس العتيقة.

## موقعه
يوجد سوق الخرداجية بساحة الطعم المعروفة بساحة أحمد باي بالجانب الغربي لنهج الباي (أو زقاق المار المعروف حاليا بشارع المنجي سليم), بالقرب من جامع سيدي خنفير.

## تسميته
اشتق اسم السوق من اختصاصه في تجارة الخردة.